# (3721) Widorn
(3721) Widorn – planetoida z grupy pasa głównego asteroid okrążająca Słońce w ciągu 5 lat i 95 dni w średniej odległości 3,02 j.a. Została odkryta 13 października 1982 roku w stacji Anderson Mesa należącej do Lowell Observatory przez Edwarda Bowella. Nazwa planetoidy pochodzi od Thomasa R. Widorna, wieloletniego astronoma Obserwatorium Uniwersyteckiego w Wiedniu. Została zasugerowana przez H.F. Haupta. Przed nadaniem nazwy planetoida nosiła oznaczenie tymczasowe (3721) 1982 TU.